# Blason de Strasbourg
Le blason de Strasbourg, ou armoiries de Strasbourg, est une représentation figurée établie sous sa forme actuelle en 1919 bien que ses premières utilisations remontent au XIIIe siècle. Les éléments des armoiries sont hérités de la principauté épiscopale et de la ville impériale libre qui ont administré Strasbourg au Moyen Âge.
Le blason se lit : « D'argent à la bande de gueules ». Il forme l’écu auquel s’ajoutent un ornement extérieur (notamment un heaume, une couronne, des lions et la Légion d’honneur) pour constituer les armoiries de la ville.

## Histoire

### Origines
Fondée par les Celtes durant l’Antiquité, Strasbourg devient un camp fortifié romain appelé Argentoratum. Au haut Moyen Âge, la ville passe sous la souveraineté d’un évêque et forme ainsi une principauté épiscopale en 982. Au cours du XIIIe siècle, les bourgeois de la ville contestent de plus en plus l’autorité politique des prince-évêques successifs qui les gouvernent. En 1262, les deux camps s’affrontent lors de la bataille de Hausbergen remportée par les bourgeois. Strasbourg se trouve ainsi détachée des territoires de la principauté épiscopale et devient une cité-État considérée comme ville impériale libre au sein du Saint-Empire romain.

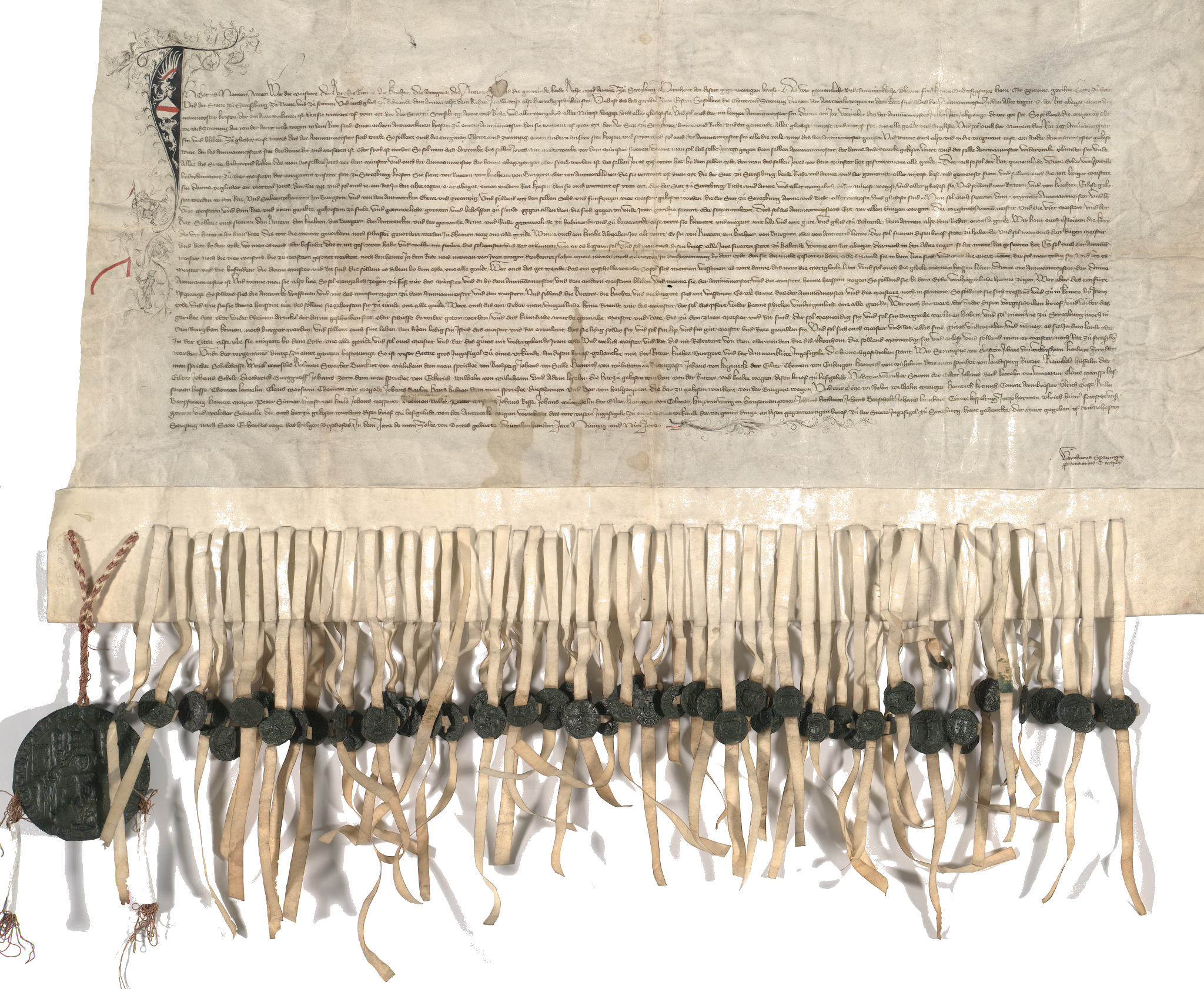
Première représentation des armes de Strasbourg sur la « charte de serment » (Schwörbrief) de 1399.
(Archives municipales de Strasbourg)

La ville de Strasbourg se dote alors d’un blason à une date indéterminée. Celui-ci serait le résultat d’une inversion des couleurs héraldiques de l’ancien blason de l’évêché de Strasbourg à l'issue de la révolte de 1262 : « De gueules à la bande d'argent » devient « D’argent à la bande de gueules ». Un changement similaire de couleurs se produit à Bâle entre les territoires des bourgeois et ceux du prince-évêque qui correspondent aux actuels cantons suisses de Bâle-Ville et de Bâle-Campagne. La dominante de l’argent dans le blason de Strasbourg pourrait également être une référence au nom antique d’Argentoratum.
Si l’origine exacte de sa création est inconnue, le blason est vraisemblablement utilisé pour la première fois pour décorer la « charte de serment » (en allemand : Schwörbrief) de 1399, à savoir une des constitutions municipales de la cité-État. La ville impériale libre de Strasbourg enrichit ses armoiries en y ajoutant de nouveaux ornements comme un heaume, une couronne et des lions. Ces armoiries sont déclinées sur différents supports, parfois représentées par le blason seul : ces éléments sont ainsi sculptés sur des façades d’édifices ou des bornes, et présents dans des armoriaux, des fresques ainsi que des vitraux à Strasbourg ou dans d’autres villes. À ces représentations s’ajoutent parfois des mentions en latin pour désigner la ville libre : « Insignia Civitatis Argentinensis » (blason de la cité de Strasbourg) au XVIe siècle, ou « Insignia Reipublicæ Argentoratensis » (en français : « blason de la république de Strasbourg ») au XVIIe siècle.

### Évolution récente
Lorsque la cité-État est annexée par la France de Louis XIV après la capitulation de la ville de 1681, un nouvel écu semble lui être attribué. Dans l’Armorial général de France de Charles-René d'Hozier de 1696 apparaît un blason avec une Vierge à l’Enfant assise sur un trône d'or au-dessus un écusson aux couleurs de Strasbourg. L’ensemble se blasonne ainsi : « D'azur, à la Notre-Dame de carnation, assise sur un trône d'or et sous un pavillon de même ; tenant, de sa main dextre, un sceptre d'or, et, sur son bras senestre, l'Enfant Jésus aussi de carnation ; sous les pieds de la Vierge, un écusson d'argent, chargé d'une bande de gueules ». Ce blason est établi par un édit de 1696 et par une ordonnance royale du 23 juillet 1700. Il fait probablement allusion au patronage de la Vierge sur la ville et symbolise également le culte catholique restauré à Strasbourg par Louis XIV dans sa lutte contre le protestantisme.

Blason de Strasbourg sous le Premier Empire.

Symboles de l’Ancien Régime, les blasons sont abandonnés au cours de la Révolution française de 1789. Sous le Premier Empire, la ville de Strasbourg se voit concéder de nouvelles armoiries par lettres patentes du 2 août 1811. Elles se blasonnent : « D'azur diapré d'or à la bande d'argent, au chef de gueules chargé de trois abeilles d'or », les abeilles symbolisant le pouvoir de l’Empereur des Français.
À la Restauration, les armoiries napoléoniennes sont abrogées par l'ordonnance royale de 1814. Le choix du conseil municipal de Strasbourg se porte en 1816 sur le blason médiéval de l’ancienne cité-État avec des ornements extérieurs. Les armoiries se blasonnent ainsi : « D’argent à la bande de gueules l’écu soutenu par deux lions et timbré d’un heaume ou casque taré de front ouvert et sans grilles orné de ses lambrequins comblé d’une couronne d’or d’où sortent deux ailes de cygne d’argent chargées chacune d’une bande de gueules le tout sommé d’une fleur de lys épanouie d’argent ». Si la fleur de lys est un symbole de la monarchie française, elle était également utilisait par la ville impériale libre de Strasbourg au Moyen Âge. Les autorités royales ont ainsi souhaité en ajouter d'autres, voire rétablir le blason de 1696. Toutefois la décision prise par le conseil municipal en 1816 l’emporte finalement dans les faits. Si la fleur de lys disparaît à la suite des révolutions de 1830 et 1848, ces armoiries perdurent au XIXe siècle même après l’annexion de l’Alsace-Lorraine par l'Empire allemand en 1871. Elles portent la devise « Argentoratum » qui fait allusion à l’héritage romain et aux anciennes désignations latines aux XVIe et XVIIe siècles. Lorsqu’elle redevient une ville française après la Première Guerre mondiale, Strasbourg se voit décerner le 14 août 1919 la Légion d’honneur qu’elle fait désormais figurer sur ses armoiries. Demeurant les armoiries officielles de Strasbourg, elles sont toutefois remplacées par des logotypes sur les documents administratifs de la ville à partir des années 1990.

## Galerie

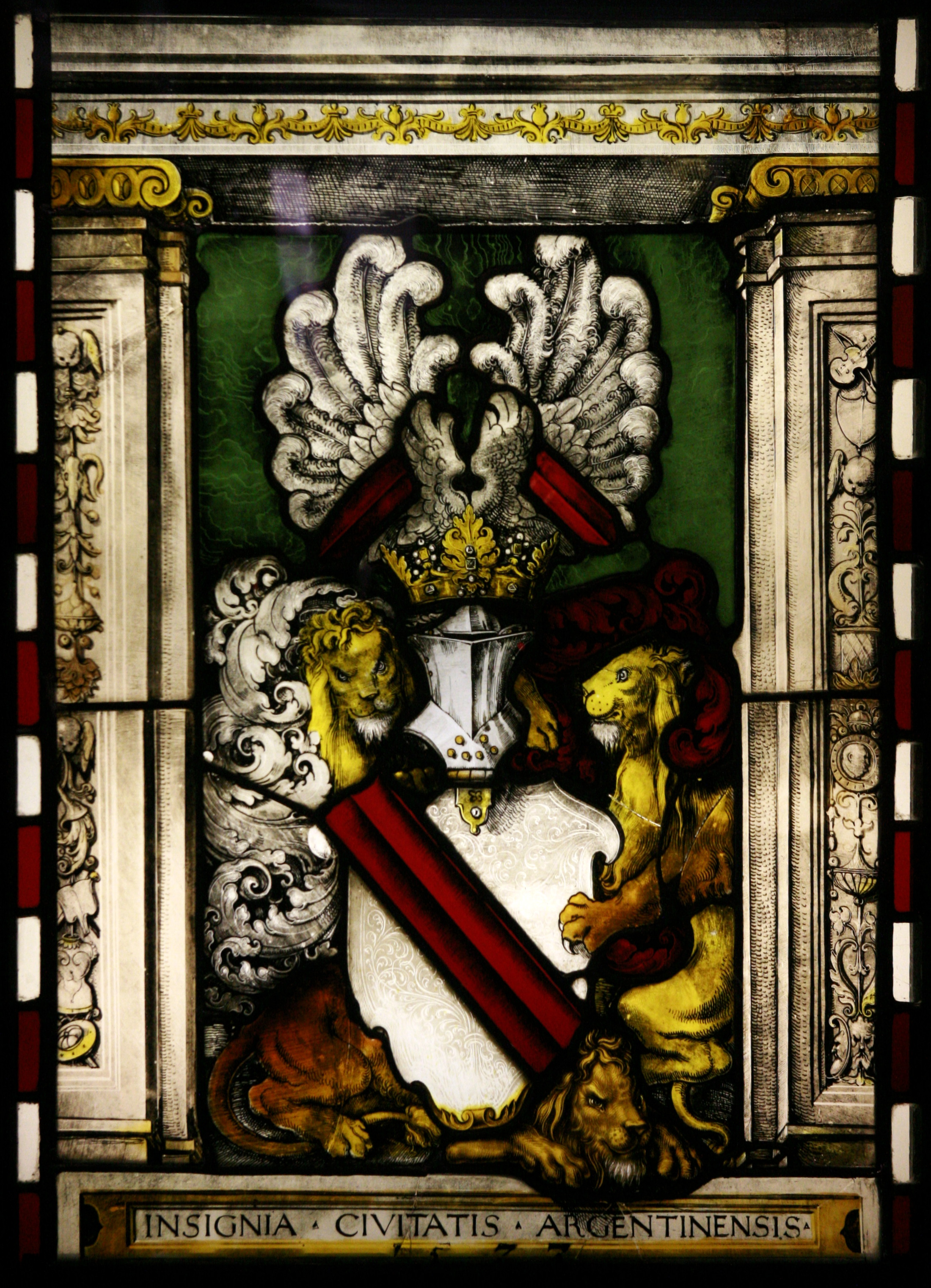
Vitrail de l’ancienne Pfalz de Strasbourg (XVIe siècle). (Musée historique de Strasbourg)
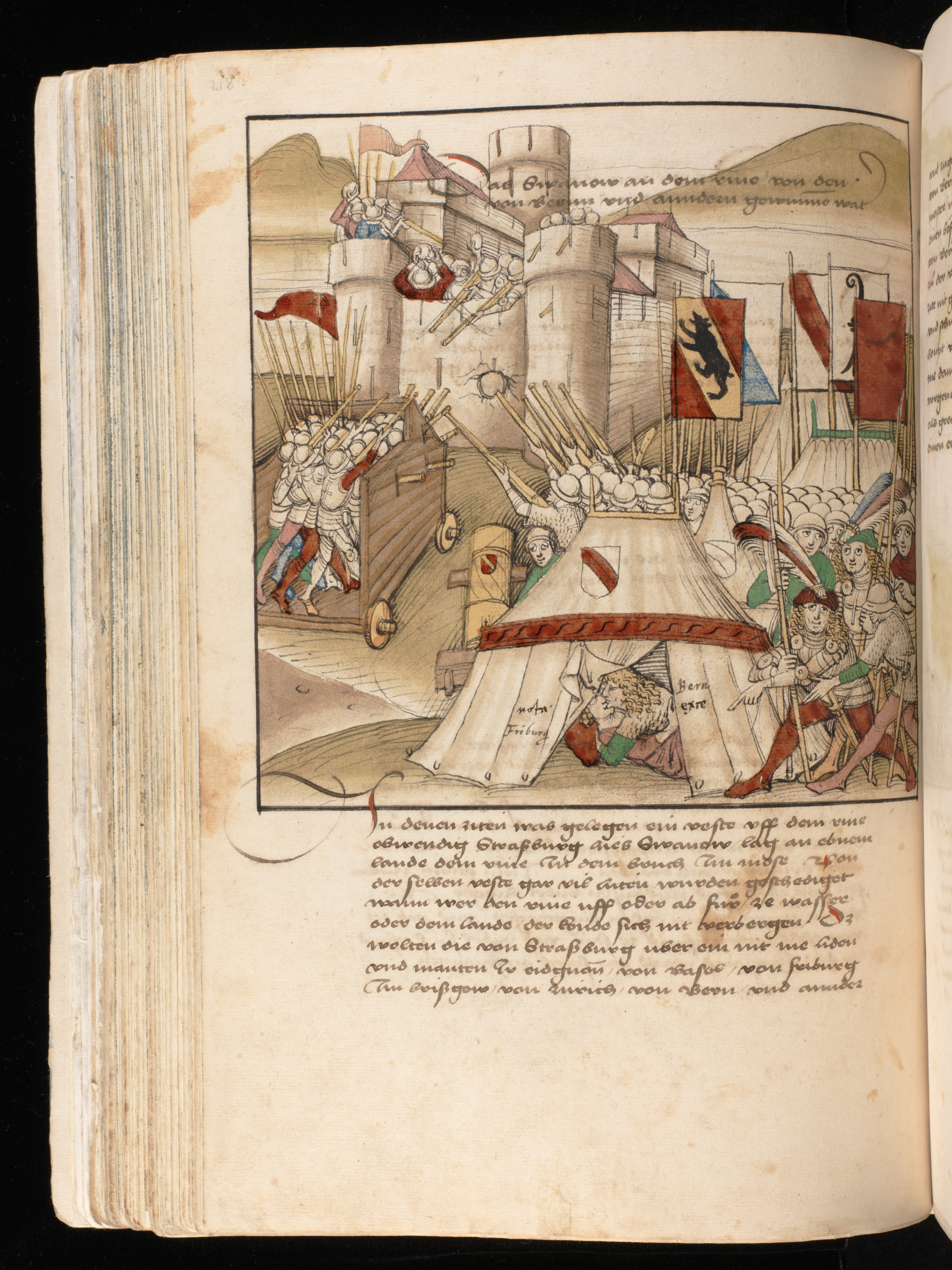
Représentation du siège du château de Schwanau en 1333 par Strasbourg et ses alliés, dans la Chronique de Spiez de 1485. (Musée historique de Strasbourg)
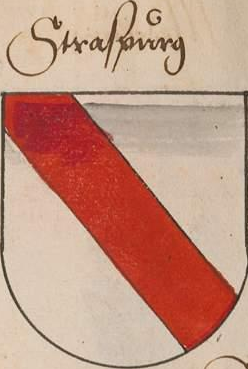
Blason dans Sammelband mehrerer Wappenbücher (vers 1530). (Bayerische Staatsbibliothek)
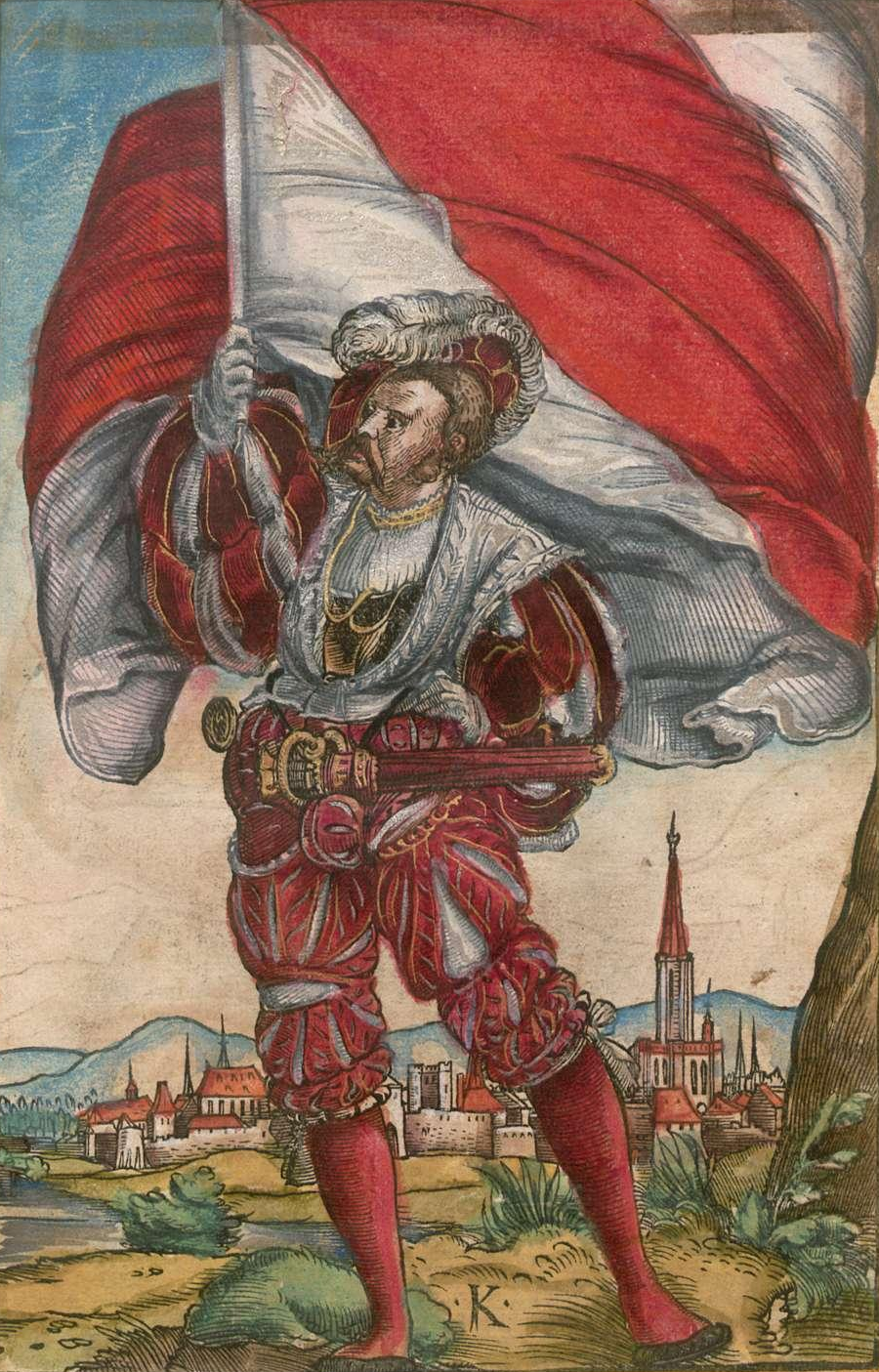
Porte-drapeau de la ville dans Wapen des heyligen Römischen Reichs Teutscher nation de Jacob Köbel (1545). (Bayerische Staatsbibliothek)
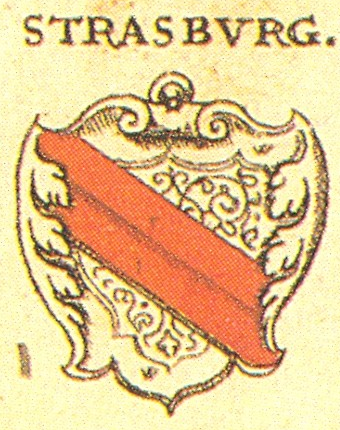
Blason dans Wappenbuch de Johann Ambrosius Siebmacher (1605). (Bibliothèque nationale allemande)
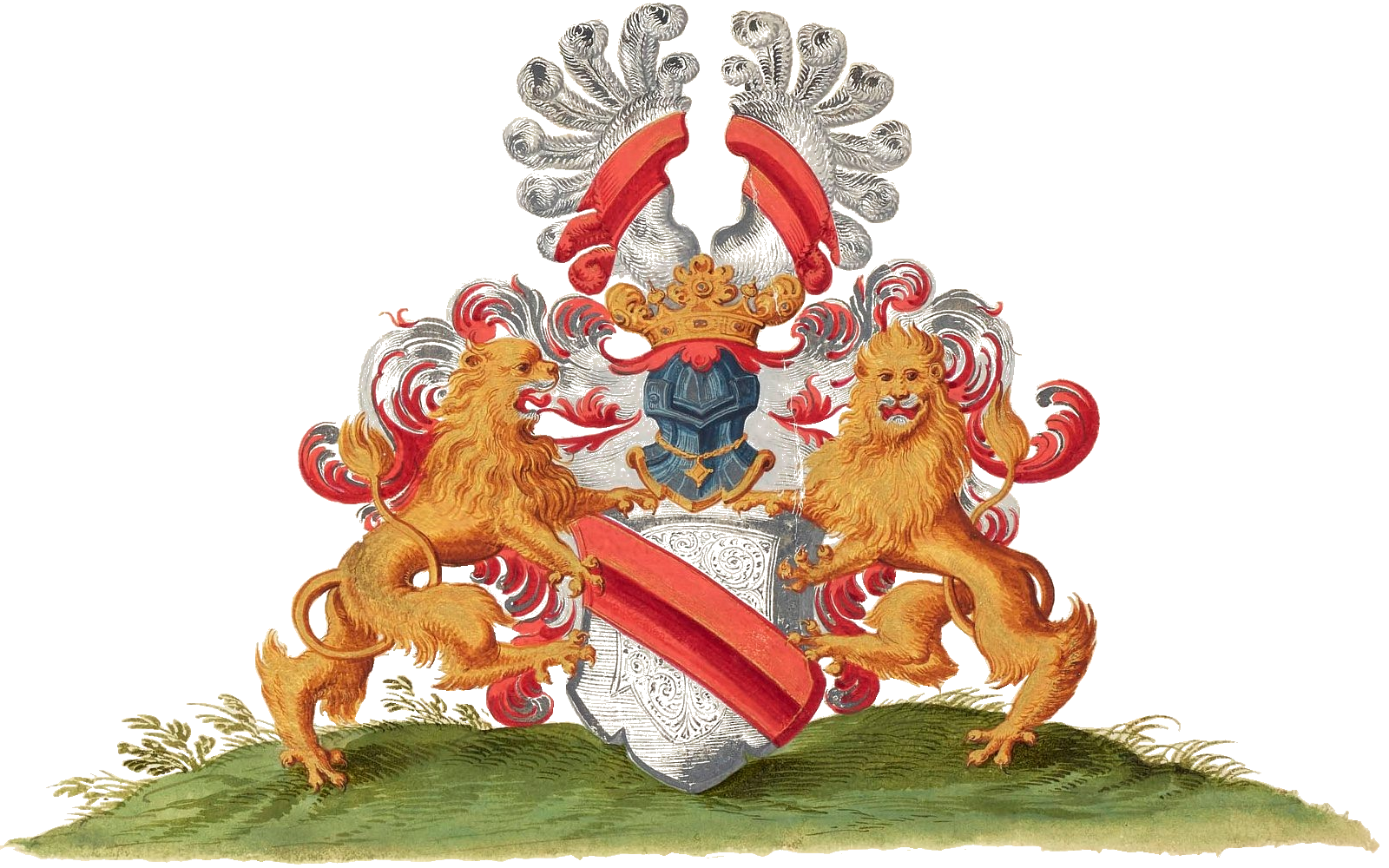
Armoiries de la ville libre de Strasbourg (1626). (Archives de Strasbourg)
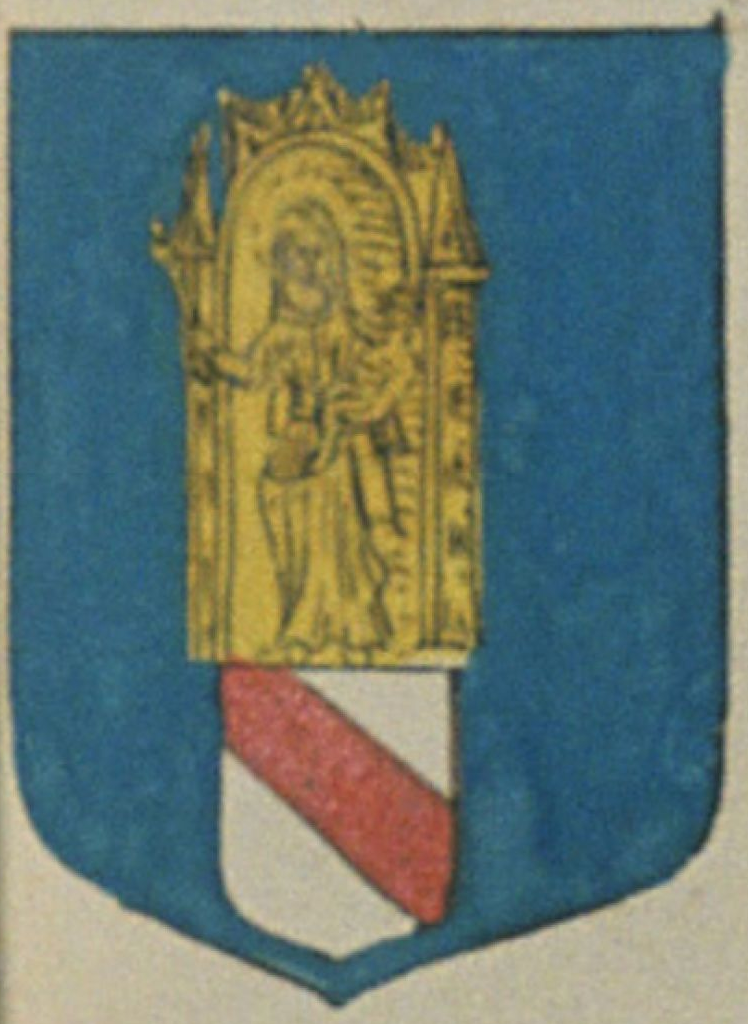
Blason de la ville dans Armorial général de France de Charles-René d'Hozier (1696). (Bibliothèque nationale de France)